# Maksym (Papajannis)
Maksym, imię świeckie Wasilios Papajannis (ur. 1968 w Leverkusen) – duchowny Greckiego Kościoła Prawosławnego, od 2014 metropolita Janiny.

## Życiorys
Urodził się w Niemczech, w diasporze greckiej. Święcenia prezbiteratu przyjął w 1992. Chirotonię biskupią otrzymał 25 czerwca 2014.